# Borek (powiat włocławski)
Borek – wieś w Polsce położona w województwie kujawsko-pomorskim, w powiecie włocławskim, w gminie Lubraniec.
Wieś duchowna, własność klasztoru augustianów w Lubrańcu, położona była w II połowie XVI wieku w powiecie brzeskokujawskim województwa brzeskokujawskiego. W latach 1975–1998 miejscowość należała administracyjnie do województwa włocławskiego. Według Narodowego Spisu Powszechnego (III 2011 r.) liczyła 147 mieszkańców. Jest 25. co do wielkości miejscowością gminy Lubraniec.